# Distretto di Chok Chai
Il distretto di Chok Chai (in thailandese: โชคชัย) è un distretto (amphoe) della Thailandia, situato nella provincia di Nakhon Ratchasima.